# 豹纹

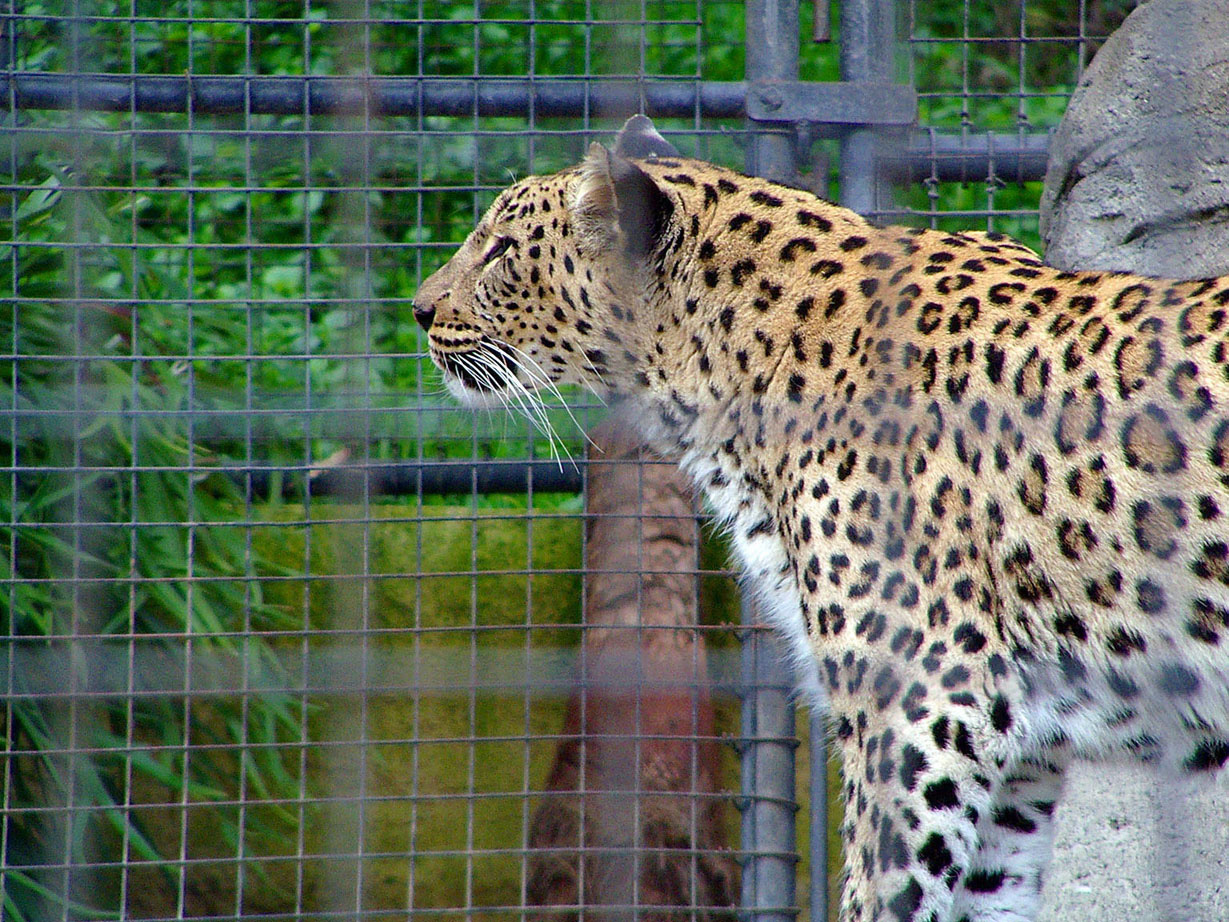
豹

豹纹是一种帶有黑色和金色斑点的颜色图案，常見於动物（例如豹、豹猫、雪豹、云豹、豹纹壁虎）的毛皮或皮肤中，不過有些植物和織布中也有類似的图案。 